# Acueducto coclear
Medial a la apertura del conducto carotídeo y cerca de su borde posterior, delante de la fosa yugular, hay una depresión triangular; en el vértice de la misma se encuentra una pequeña abertura, el aquaeductus cochleae (o acueducto coclear, o acueducto de la cóclea) que alberga una prolongación tubular de la duramadre que establece una comunicación entre el espacio perilinfático y el espacio subaracnoideo, y transmite una vena desde la cóclea para unirse a la yugular interna.

## Imágenes adicionales

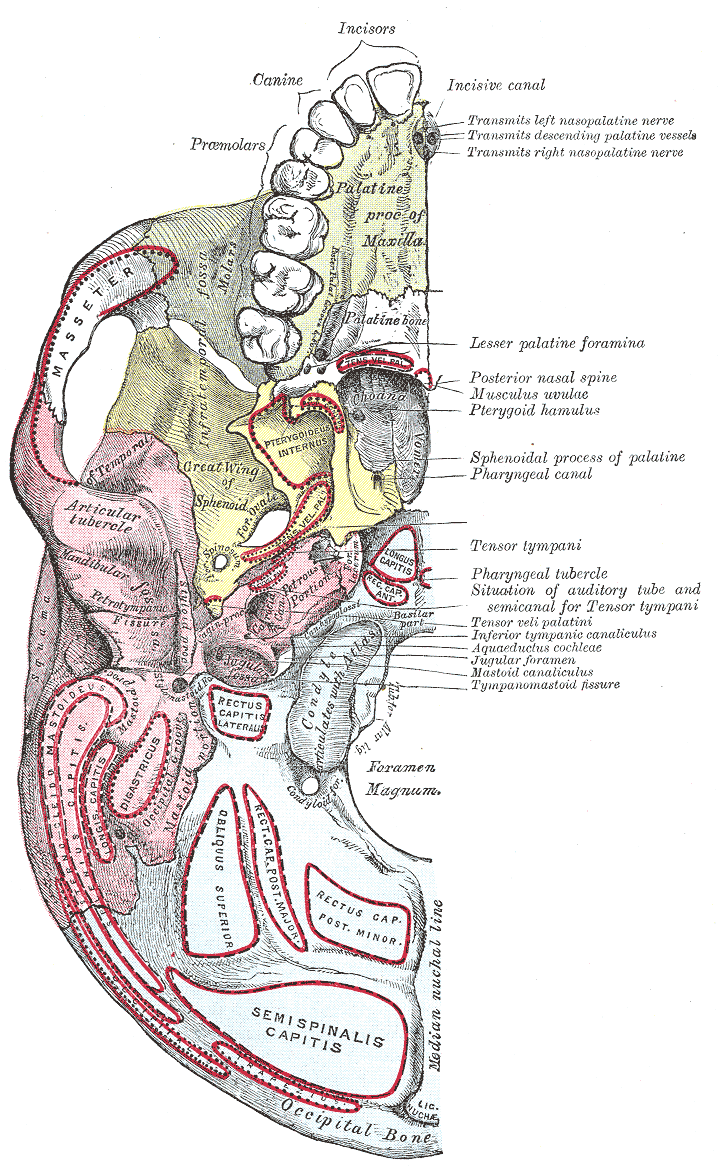
Base del cráneo. Superficie inferior.